# Мата-Пернамбукана (мезорегион)

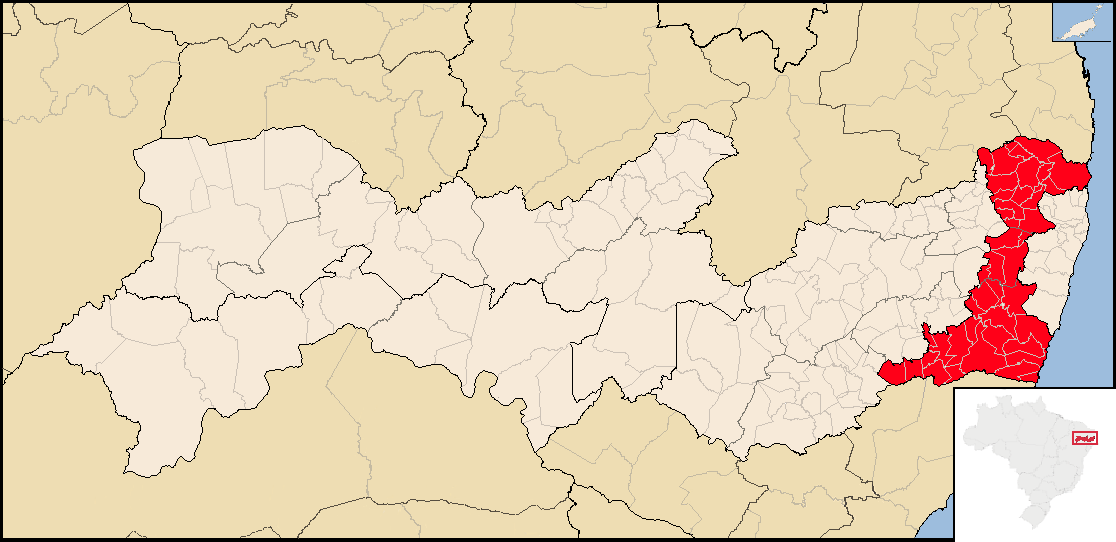
Мата-Пернамбукана на карте.

Мата-Пернамбукана (порт. Mesorregião da Mata Pernambucana) — административно-статистический мезорегион в Бразилии. Входит в штат Пернамбуку.Население составляет 1 310 638 человек (на 2010 год). Площадь — 8402,304 км². Плотность населения — 155,99 чел./км².

## Демография
Согласно сведениям, собранным в ходе переписи 2010 г. Национальным институтом географии и статистики (IBGE), население мезорегиона составляет:
| Полное население                            | Полное население                            | Полное население                            | Полное население                            | 1 310 638 |
| ------------------------------------------- | ------------------------------------------- | ------------------------------------------- | ------------------------------------------- | --------- |
| в том числе:                                | Городское население                         | 979 650                                     | Процент городского населения, %             | 74,75     |
|                                             | Сельское население                          | 330 988                                     | Процент сельского населения, %              | 25,25     |
|                                             | Мужское население                           | 642 177                                     | Процент мужского населения, %               | 49,00     |
|                                             | Женское население                           | 668 461                                     | Процент женского населения, %               | 51,00     |
| Плотность населения, чел/км²                | Плотность населения, чел/км²                | Плотность населения, чел/км²                | Плотность населения, чел/км²                | 155,99    |
| Население мезорегиона в % к населению штата | Население мезорегиона в % к населению штата | Население мезорегиона в % к населению штата | Население мезорегиона в % к населению штата | 14,90     |

## Состав мезорегиона
В мезорегион входят следующие микрорегионы:
1. Витория-ди-Санту-Антан
2. Мата-Меридиунал-Пернамбукана
3. Мата-Сетентриунал-Пернамбукана